# Doctor Who Magazine
Doctor Who Magazine (сокращённо DWM) — журнал, посвящённый британскому научно-фантастическому телесериалу «Доктор Кто». Впервые вышел 17 октября 1979 года, и по состоянию на 2 мая 2019 года было выпущено 538 выпусков, что делает его текущим рекордсменом книги рекордов Гиннесса как самый долгий журнал, сопутствующий телепрограмме. За время существования журнал сменил двенадцать главных редакторов; с июля 2017 года этот пост занимает Маркус Херн.
С 2002 года в дополнение к журналу выпускаются специальные выпуски увеличенного объёма, сосредоточенные на одной из тем. Ранее, с 1980 по 1996 год, в качестве сезонных или праздничных приложений вместе с журналом выходили единичные спецвыпуски.

## История публикаций

Doctor Who Magazine №469 (февраль 2014)

В 1979 году BBC учредили еженедельный журнал под названием Doctor Who Weekly, выпуском которого занималось издательство Marvel UK (британское отделение Marvel Comics). Первый выпуск за 17 октября вышел 11 октября 1979 года и стоил 12 пенсов. Начиная с № 44 журнал стал публиковаться не еженедельно, а ежемесячно, и сменил название на Doctor Who (с подзаголовком «A Marvel Monthly», который не являлся частью названия и в то время часто встречался в изданиях Marvel). Журнал часто переименовывался: с выпуска № 61 название сменилось на Doctor Who Monthly, с выпуска № 85 в феврале 1984 года — на The Official Doctor Who Magazine, с выпуска № 99 в апреле 1985 года — на The Doctor Who Magazine, а с выпуска № 107 за декабрь 1985 года — просто Doctor Who Magazine. С тех пор название не менялось, за исключением одного выпуска в июне 2008 года после серии «Поверни налево», когда на обложке была только одна фраза — Bad Wolf (одна из сюжетных арок возрождённого сериала). В 1990 году журнал стал публиковаться один раз в четыре недели (13 раз в год). Несмотря на то, что в 1989 году BBC закрыли сериал и «Доктор Кто» на несколько лет ушёл на перерыв, журнал продолжил выходить и включал в себя комиксы о приключениях прошлых воплощений Доктора.
Изначально ориентированный на детей, DWM постепенно отходил от этого облика, сделавшись изданием, по большей степени освещающим производство сериала. Благодаря своей долговечности, он считается официальным источником свежей информации о «Докторе Кто» из уст создателей сериала или BBC, с которыми журнал поддерживает тесные связи. Журнал публиковал множество эксклюзивных интервью с создателями и актёрами, в том числе первые интервью с Кристофером Экклстоном, Дэвидом Теннантом, Мэттом Смитом и Питером Капальди в роли Докторов, а также их спутниками; информацию со съёмочной площадки, спойлеры к будущим сериям, обзоры и рейтинги уже вышедших эпизодов. В 2006 году журнал практически утратил детскую направленность, когда BBC Worldwide запустили собственную серию комиксов Doctor Who Adventures, направленную на молодую аудиторию.
С 1995 года DWM выпускает издательство Panini Comics, которое также занялось цифровым восстановлением и переизданием уже вышедших комиксов из журнала в отдельных книгах в мягкой обложке. Всего вышло двадцать пять томов: два с Четвёртым Доктором, один с Пятым, два с Шестым, пять с Седьмым, четыре с Восьмым, один с Девятым, три с Десятым, четыре с Одиннадцатым и три с Двенадцатым Докторами. В 2006 году Panini также опубликовали один журнал комиксов, полностью посвящённый Девятому Доктору, а в 2008 — Десятому и его спутнице Марте Джонс. В выпуске DWM № 426 сообщалось, что дальнейший выпуск серии отложен, а в мае 2012 года она возобновилась выходом тома «The Crimson Hand».
Четырёхсотый выпуск вышел в сентябре 2008 года, а в октябре 2009 года журнал отметил своё тридцатилетие. В апреле 2010 года, с выходом выпуска № 420, Doctor Who Magazine установил ныне держащийся рекорд как самый продолжительный журнал, сопутствующий телесериалу, и попал в книгу рекордов Гиннесса.
В апреле 2011 года Panini Comics запустили в печать ещё один журнал по «Доктору Кто» под названием Doctor Who Insider, который выходил в Северной Америке и после девяти выпусков 27 января 2012 года был закрыт, хотя 1 ноября того же года получил одно специальное издание.
26 мая 2016 года состоялся выход самого объёмного, юбилейного пятисотого выпуска журнала с Питером Капальди, воссоздающим обложку самого первого выпуска Doctor Who Weekly с Томом Бейкером в 1979 году.